# 教如
教如（きょうにょ、敎如）は、安土桃山時代から江戸時代にかけての浄土真宗の僧、茶人。真宗大谷派第12代門主（法主・宗主）。東本願寺住職。諱は光寿。院号は信淨院。法印大僧正。父は第11世法主顕如、母は如春尼（三条公頼の娘・細川晴元の養女）。弟は真宗興正派第17世門主顕尊、浄土真宗本願寺派（西本願寺）第12世宗主准如。子に第13代門主宣如など。

## 生涯
年齢は数え年。日付は文献との整合を保つため、いずれも旧暦（宣明暦）表示を用いる（生歿年月日を除く）。

### 幼少期、石山合戦
永禄元年9月16日（ユリウス暦1558年10月27日）、顕如の長男として誕生。幼少期の動向は不明だが、永禄2年（1559年）に父が勅許で門跡となり、永禄4年（1561年）に親鸞三百回忌が盛大に行われるなど華やかな儀式が続く一方、永禄7年（1564年）に本願寺で火災が発生、寺内町が焼失する災難も起こっている。永禄10年（1567年）、足利義昭（後の室町幕府15代将軍）の仲介で越前の朝倉義景と本願寺が和睦した時、条件として義景の娘である三位殿と婚約（実際に大坂へ下るのは天正元年（1573年））。永禄13年（1570年）2月、父・顕如のもと13歳で得度して新門（新門主・新門跡、本願寺後継者）となった。また近衛前久の猶子になったという。
元亀元年9月12日（1570年10月11日）、織田信長との間で石山合戦が始まると、父を助けて石山本願寺（大坂本願寺）に立て籠もり、信長と徹底抗戦する。元亀2年（1571年）6月に永禄10年の約束に基づいて三位殿と婚約。しかし石山合戦で何をしていたのか分かっておらず、味方門徒へ送った軍忠状も天正4年（1576年）に発給した3通しか確認されていない。

### 籠城、義絶され流浪
天正8年（1580年）閏3月5日、顕如は正親町天皇の勅使・近衛前久の仲介による講和を受け入れ、大坂本願寺から紀伊国鷺森御坊（現・和歌山県和歌山市）へ退去することになった。教如も講和を受け入れる姿勢を示し、講和条件を受諾した3人の本願寺家老（坊官・奏者）下間頼廉・下間頼龍・下間仲孝の起請文に顕如と共に請文を添えて勅使へ提出した。ところがすぐに講和受諾を撤回して徹底抗戦を主張し、閏3月13日の雑賀衆宛ての手紙で信長への不信感と仏法存続を掲げ抗戦続行を唱え、同じく講和に不満を持つ門徒らと共に大坂本願寺に籠城する（大坂拘様）。これは動揺した父は門徒に教如に味方しないことを書状で伝え、雑賀衆の仲介で父は4月に鷺森へ退去、教如も7月までに大坂を退去することが決められた。教如が何故1度賛成した講和に反対して籠城したのか理由は諸説あり、父子密計説・武力行使による訴訟説・下間仲孝謀略説・雑賀衆協力説などがある。
8月2日、前久の説得に応じ、信長に大坂本願寺を明け渡す。その直後に、大坂本願寺は失火により炎上し灰燼に帰した。ただし大坂退去後も紀伊・美濃・飛騨・越前・越中と各地を転々としながら、甲州征伐に遠征中の織田軍の後方攪乱を狙って越中一向一揆の扇動を図ったとされ、反信長の姿勢を崩していない（小泉義博の論文などによる。近江・安芸にも来たという伝承があるがはっきりしない）。なお、この籠城中に教如が顕如から法主を継いだと称したことから父子間に不和が生じ、顕如は教如を義絶する（信長の目を逸らす為の顕如の策略との説もある）。教如は一旦は鷺森に入ったが顕如と対面できず、東海・北陸を転々とした。
また大坂拘様で籠城したり教如を支持した門徒たちや本願寺幹部が結集して、教如教団ともいうべき集団を形成、後の本願寺東西分裂へ向かう元となったとされる。下間頼龍・慈敬寺証智・教行寺証誓が主な支持者で、彼等は顕如から破門されても教如に従い続け、流浪の旅にも同行したことが伝えられている。更に流浪中の教如から祖父証如の御影を下付された三河の門徒、親鸞の御影を下付された美濃安養寺など、大坂拘様の頃から教如を支持した多くの門徒や寺が確認され、これらも教如教団に入った。北陸については加賀一向一揆の指導者だった下間頼純が安養寺などに構築した連絡網を通じ、各寺の下向と加賀一向一揆の伝達に活用した。しかし加賀一向一揆は織田軍に撃破され再起不能になっていた。
天正10年（1582年）6月2日の本能寺の変で信長が自害した際、残された文献・記録によれば、教如は美濃郡上郡と越前との国境付近にいて越後の高田本誓寺に向かおうとしていたとの説がある。同年3月中に教如は中部山岳地帯から飛騨白川郷・越中五箇山に入っているが、これは五箇山に残る最後の越中一向一揆勢を指揮し、後方攪乱により甲州征伐で危機的状況にあった武田家を救うための行動であったと推定される（窪城の戦い）。そこから越後を目指していたとの説もあり、善徳寺をはじめとする越中一向一揆と結んでいた上杉景勝の要請を受けて越後へ進んだが、途中で本能寺の変を知ると引き返して鷺森へ戻ったとされる。同年6月23日、後陽成天皇は顕如に教如の赦免を提案して勅使を派遣。これを受けて教如は顕如へ起請文を提出して謝罪、6月27日に顕如より義絶を赦免される。赦免に至る流れは前年の天正9年（1581年）に教如が母如春尼を通じて父へ詫びを入れ、母から指示された弟の顕尊が朝廷に働きかけたからとされる。だが頼龍ら支持者たちが赦免されなかったこと、大坂拘様の意見対立とそれぞれの支持基盤は東西分裂の火種を残した。
赦免後は新門の地位を取り戻し、顕如と共に住し寺務を補佐する一方で羽柴秀吉（豊臣秀吉）に接近、天正12年（1584年）に秀吉の家臣中村一氏の訪問とそれに対する返礼、天正13年（1585年）の富山の役で秀吉と会見したこと、同年に父や弟たち家族と共に天満本願寺へ移転、天正15年（1587年）に秀吉の九州平定に同行したこと、同年に三河へ下向したことが確認されている。天正17年（1589年）、秀吉により追放された牢人が本願寺に潜伏、秀吉から追及され父と弟共々誓詞を差し出し釈明したという不慮の出来事はあったが、千利休の茶会に頻繁に出席して豊臣政権と結びついた。

### 本願寺継承
天正20年（文禄元年・1592年）11月24日、父の示寂にともない京都の七条堀川にある本願寺（後の西本願寺）を継承する。12月10日に教如を中心として本願寺で葬儀、七条河原で荼毘が行われている。2日後の12日には秀吉は本願寺の継承を認める朱印状を発行した。ところが本願寺の法主は後継者を指名する際には譲状を作成する慣例となっていたが、顕如の場合それが作成されないまま教如への継承が行われた（なお、7世法主存如の時も譲状の存在が確認できず、嫡男の蓮如への継承に反対する動きが発生している）。
教如は体制を一新し、これまで顕如に使えてきた者たち、つまり石山合戦で顕如と共に鷺森御坊に退去した穏健派を排除し、自分と共に籠城戦を続けた強硬派を引き上げると側近として重用した。仲孝を閉門処分にして奏者から追い出し、頼龍を後任の奏者に据えたのもその表れである。このため教団内に対立が起こり、穏健派は如春尼を頼ったとされる。
文禄2年（1593年）閏9月、有馬温泉で静養中の秀吉の下を如春尼が訪れ、顕如が天正15年12月6日付で作成したとする譲状を提出した。そこには教如ではなく末弟の准如を後継に指名した内容が記されていた。

### 退隠
文禄2年閏9月12日、秀吉は教如を大坂城に呼ぶと、4日後の16日に下記の十一か条を示して取り調べた。穏健派が秀吉に働きかけた結果と考えられる。
1. 大坂ニ居スワラレ候事。
2. 信長様御一類ニハ大敵ニテ候事。
3. 太閤様の御代ニテ、雑賀ヨリ貝塚ヘ召シ寄セラレ、貝塚ヨリ天満ヘ召シ出サレ、天満ヨリ七条ヘ遣シアゲラレ候事、御恩ト思シ召サレ候事。
4. 当門跡（教如）不行儀のこと、先門跡（顕如）時ヨリ連レント申上候事。
5. 代ユヅリ状コレアル事、先代ヨリユヅリ状モコレアル由ノ事。
6. 先門跡セツカンノ者メシ出サレ候事。
7. メシ出サレ候人ヨリモ、罷リイデ候者ドモ、不届キニ思シ候事。
8. 当門主妻女ノ事[* 6]。
9. ソコ心ヨリ、トドカザル心中ヲ引キ直シ、先門跡ノゴトク殊勝ニタシナミ申スベキ事。
10. 右ノゴトクタシナミ候ハバ、十年家ヲモチ、十年メニ理門（准如）ヘアイ渡サルベキ事、是ハカタ手ウチノ仰付ラレ様ニテ候得共、新門跡コノウチ御目ヲカケラレ候間、カクノゴトク由ニ候。
11. 心ノタシナミモナルマジキト存ゼラレ候ハバ、三千国無役ニ下サルベク候アイダ、御茶ノ湯トモダチナサレテ候テ、右メシイダシ候イタヅラモノ共メシツレ。御奉公候ヘトノ儀に候。

つまり、問題点（上記の1～8）を挙げ、10年後に弟の准如に本願寺法主を譲る旨の命が下される。教如は秀吉の示した10年後に法主を准如に譲るという案を受け入れる態度を示したが、この事を聞いた下間頼廉が秀吉に異議を申し立て教如の正当性を主張、譲状は門徒の主要な指導者に披露された上で発効するので、譲状の存在は疑わしいと主張して強硬に抵抗した。これにより秀吉の怒りを買ってしまい「今すぐ退隠せよ」との命が下される。17日に教如から退隠を認める文書が、准如から継職を受ける文書がそれぞれ秀吉の家臣施薬院全宗・長束正家らに提出、10月13日に関白豊臣秀次（秀吉の甥）が、16日に秀吉が朱印状を出した。こうして准如が法主を継承する事が決定し、教如は退隠させられた。
なお、上場顕雄は教如は顕如との和解後に千利休を介して豊臣政権に接近していたが、天正19年（1591年）12月に利休が豊臣政権内の権力抗争の中で失脚・自害したことで、反利休派の石田三成らが本願寺内の反教如派幹部に対して法主の交代を求めたとする「石田三成黒幕説」を唱えている（十一か条の11に記された茶ノ湯とは利休関係者との関係を絶つことを求めたとされる）。ただし、この説（三成が利休排斥の一環として、利休派の教如を廃嫡する策動を行った説）が成立するには、利休の切腹の背景に三成らがいたとする説が成立する必要がある。

### 本願寺教団の東西分裂
退隠後、裏方と呼ばれた教如は本願寺の一角に自らの堂と住居を建立し、そこに住んだ。本願寺境内の北が移住先とされ、「北ノ御所」と称されたこの住居は現在の西本願寺太鼓楼の辺りと推定される。
当初は周りの建物の扉を閉め、隠居・謹慎の体裁を取っていた。しかし一方で勤行を続け、仏事や俗事を担当する家臣の人選も行うなど、隠居生活を送らず新たな体制作りと教化活動継続に没頭していた。また山科言経・勧修寺晴豊など知り合いの公家たちとも変わらずに交流を続け、大名、特に徳川家康と織田長益（有楽斎）・柘植与一とは親しく交際していた。家康は秀吉への対面を取り成したとされ、有楽と与一は利休の弟子という共通点から教如との親密さを推測されている。文禄4年（1595年）になると父や親鸞の御影を大量に門徒へ下付し始めるようになり、大坂の渡辺に堂宇（後の真宗大谷派難波別院）を建てたり、翌文禄5年（1596年）に「大谷本願寺 文禄丙申五暦」銘の梵鐘を鋳造して本願寺再興を画策するなど、徐々に活発な行動を見せていった。北ノ御所がもう1つの本願寺の様相を呈していく中で、三河や近江の門徒へ書状や法宝物の下付を行い、三河では慶長2年（1597年）に三河三ヶ寺（上宮寺・本證寺・勝鬘寺）が教如支持を表明、准如方の本宗寺へ参る者の葬儀を行わないことを誓約している。近江でも教如支持層が現れ教如教団形成が進み、教如派の門徒は本願寺を差し置いて、教如の堂に参詣するようになった。
慶長3年（1598年）1月16日に母が、8月18日に秀吉が没した。退隠に関わった2人の死から翌年の慶長4年（1599年）11月に『正信念仏偈』と『三帖和讃』を開版、表立って教化で積極的な動きを見せた。先立つ同年6月には居所を北ノ御所から門跡町（現・京都府京都市上京区衣棚通下立売下ル）へ移し、これを機に本願寺再興を大坂から京都に変更したとされる。
慶長5年（1600年）になると、2月に上野厩橋（現・群馬県前橋市）妙安寺の住職成空に親鸞絵像（親鸞が正面を向いている画像、通称真向御影）を送ったり、家臣の粟津村昌を通じて御堂衆に『御堂日記』を記録させることを命令、勤行を記録させて日常の仏事勤行体制を整えたりしている。その御堂日記には、4月24日に教如が大坂、6月17日に伏見で会津征伐前の家康の下を訪れていることが記録、親交を深めていることが確認されている。6月28日には大津御坊（大津別院）を完成させて遷仏法要を行うと、突如、下野国小山にいる家康に会いに7月に京都から東国へ向かい、小山で家康と対面して京都へ戻った。この際に三成の手の者の襲撃を受けたとされるが、史料によって経過は諸説あり、『神田徳本寺由緒秘録』という書では、尾張と美濃の国境に関を置いた三成方の監視を抜けるため、親交のあった織田秀信の計らいで逃れたとされる。一方、『教如上人遭難顛末』という書では美濃で三成の兵の襲撃から地元門徒に助けられ、京都帰還まで護衛してもらったと書かれ、後に護衛にあたった土手組と呼ばれた美濃森部村（安八郡）の光顕寺門徒らに対して感謝の礼状を送っている。いずれにせよ教如は8月17日に京都へ帰還を果たし、関ヶ原の戦い後の9月20日に家康を大津城に迎えている。教如と家康の仲介役は金森長近であったとされる。
翌慶長6年（1601年）にも家康と対面、7月5日と8月16日に家康が教如の下を訪問している。他方、准如も家康への接近を図ったが、慶長5年の時は三成派と疑われ中々面会出来ず、11月17日頃になって面会は果たしたが、翌慶長6年にも家康に献上した折台を家臣に踏み潰されるという仕打ちを受け、家康との関係で教如に後れを取っていた。
慶長7年（1602年）2月、伏見に入った家康は側近の本多正信と教如の取り立てについて話し合い、正信が3点の理由（本願寺の家は他の家と異なること、秀吉の時代に2本になっていること、三河一向一揆で家康が危機に陥ったこと）を挙げて本願寺の別立を提案したことを了承、後陽成天皇の勅許を背景に家康より教如へ京都七条烏丸に四町四方の寺領が寄進された。
慶長8年（1603年）1月3日、真向御影を送った妙安寺より新たな御影として送られた親鸞上人木像を迎えると、北ノ御所解体と新寺地移転を推し進め、13日に北ノ御所の茶所を解体した。2月から4月にかけて諸国門徒へ御堂建立への協力を呼びかけ、5月8日に北ノ御所御影堂を解体、6月8日に新寺地の仮御堂へ移転した。7月から10月にかけて阿弥陀堂を造営、翌慶長9年（1604年）に御影堂も造営、5月28日に鐘楼に釣る梵鐘を鋳造して6月6日に撞き初めが行われ、6月14日に御影堂の立柱、9月15日に御影の移徙を迎え、16日に遷座法要を行った。こうして東本願寺（真宗大谷派）が成立する。
一説によると、若き日に三河一向一揆に苦しめられた事のある家康が、本願寺の勢力を弱体化させるために、教如を唆して本願寺を分裂させたと言われているが、明確にその意図が記された史料がないため断定はできない。
現在の真宗大谷派はこの時の経緯について、「教如は法主を退隠してからも各地の門徒へ名号本尊や消息（手紙）の配布といった法主としての活動を続けており、本願寺教団は関ヶ原の戦いよりも前から准如を法主とする一派と教如を法主とする一派に分裂していた。家康の寺領寄進は本願寺を分裂させるためというより、元々分裂状態にあった本願寺教団の現状を追認したに過ぎない」という見解を示している。
東西本願寺の分立が後世に与えた影響については、「戦国時代には大名に匹敵する勢力を誇った本願寺は分裂し、弱体化を余儀なくされた」という見方も存在するが、前述の通り本願寺の武装解除も顕如・准如派と教如派の対立も信長・秀吉存命の頃から始まっており、江戸時代に同一宗派内の本山と脇門跡という関係だった西本願寺と興正寺が、寺格を巡って長らく対立して江戸幕府の介入を招いたことに鑑みれば、教如派が平和的に公然と独立を果たしたことは、むしろ両本願寺の宗政を安定させたともいえる。

### 西本願寺との争い
阿弥陀堂と御影堂の造営で東本願寺を創立、組織体制や家臣団も整えていく一方、御坊も次々と建立して門徒の信仰拠点・地域教団の中核とした。東本願寺創立前から作られた難波別院・大津別院の他に金沢別院・五村別院・茨木別院・八尾別院・桑名別院など、教如が由緒の御坊は17ヶ所あるとされている。御坊建設に積極的な理由は、自派に結集した道場を中心とする地方信仰共同体を統括する狙いがあり、本願寺の真向御影を各地の御坊へ下したのも、御影の御座所として位置付けた御坊と親鸞上人木像を安置した本願寺との結びつきを編成する意図があった。
西本願寺の准如とは江戸時代になってから争うようになり、慶長8年2月に教如と准如が征夷大将軍になった家康と対面する順番を争い、教如が先に対面した。西本願寺の家臣引き抜きも工作、慶長9年に准如の奏者だった下間頼賑が教如に召し出され、同年から慶長11年（1606年）の間に下間頼良も教如の下へ移った。慶長16年（1611年）3月18日から28日までの10日間にわたり親鸞三百五十回忌法要が行われたが、東西どちらに所属するか迷っていた門徒たちは日中は西本願寺へ、夜に東本願寺へ出仕していたとされ、法要でも東西それぞれが行い、東本願寺は西本願寺の終了後に法要を開始、能や振る舞い料理も別の日に行ったが、参詣者は東本願寺が多かったという。

### 入寂
慶長19年10月5日（グレゴリオ暦1614年11月6日）、57歳で示寂。
長男の尊如と次男の観如は夭折したため、三男で側室の妙玄院如空が生んだ宣如が第13代門主となる。しかし、教如の別の側室で尊如と観如の母おふく（教寿院如祐尼）が宣如の継承を阻み、自分と教如の外孫熊丸（後の公海）を次期門主に擁立した。また教如の遺品も教寿院と宣如が争う元となり、教如が遺した茶入（本願寺肩衝）を遺言で教寿院が受け取り、それを妙玄院・宣如母子に渡したが、後から宣如の家臣団が京都所司代板倉勝重に「教寿院が偽物を渡した」と訴えて騒動になった（勝重が呼んだ浄安という人物が茶入を鑑定した結果は本物とされた）。このような混乱はあったが門主は宣如が継承した。

## 家族
4人の妻との間で3男10女を儲けた。
最初の妻三位殿は天正元年に入輿、1女を儲けたが、天正8年の大坂本願寺退去を機に離別したとされる。
- 長女：妙空（生没年不詳）：西厳寺_(長野市)に妙空禅尼の墓が現存する。

2人目の妻（正室）は久我通堅の娘東之督だが、婚姻・離別の時期は分かっていない。子はいない。
3人目の妻（側室）は新川玄要の娘おふく（教寿院如祐尼）で、2男7女を儲けた。
- 次女：教証院如頓 - 花山院忠長室、公海の母。
- 三女：栄寿院教応 - 織田頼長室、後に本瑞寺教映室
- 四女：教妙 - 本徳寺昭什室
- 長男：尊如 - 早世
- 五女：陽寿院宣妙 - 専光寺教授室
- 六女：如尊 - 興善寺教尊室
- 次男：観如 - 早世
- 七女：寿正院教栄 - 教行寺教誓室
- 八女：光教院宣応 - 早世

4人目の妻（側室）は家女房（妙玄院如空）で、1男2女を儲けた。
- 九女：光暁院 - 浄興寺教善室
- 三男：宣如 - 東本願寺第13代門主
- 十女：玄耀院宣由 - 本誓寺宣英室

## 茶人として
茶の湯を古田織部に学んだ茶人でもあり、織部の書状に度々みられる。また織部の茶会記にも参加頻度が多く、慶長4年（1599年）10月10日、慶長5年（1600年）12月8日、慶長7年（1602年）12月14日、慶長8年（1603年）5月22日、慶長9年（1604年）5月4日、同年10月22日、慶長11年（1606年）年1月14日、同年12月25日、慶長12年（1607年）1月7日、慶長18年（1613年）年9月に正客として参席している。

## 分立による本願寺の呼称
分立後も、昭和62年（1987年）までは東西共に「本願寺」が正式名称であった。昭和62年に本願寺（東本願寺）は「宗教法人 本願寺」を解散し、真宗大谷派に合併され「真宗本廟」と改称する。
分立当初は、教如の「本願寺」を「信淨院（教如の院号）本願寺」「本願寺隠居」「七条本願寺」「信門（信淨院の門跡の意）」と称し、准如の「本願寺」を「本願寺」「六条門跡」「本門」と称した。
後に教如の「本願寺」は、准如が継承した「（七条堀川の）本願寺」の東に位置するため「東本願寺」と通称され、「（七条堀川の）本願寺」は相対的に「西本願寺」と通称される。